# Galactia nummularia
Galactia nummularia är en ärtväxtart som beskrevs av Ignatz Urban. Galactia nummularia ingår i släktet Galactia och familjen ärtväxter. Inga underarter finns listade i Catalogue of Life.